# Комар Станіслав Людвигович
Комар Станіслав Людвигович — український режисер-документаліст.
Народ. 28 липня 1902 р. в Одесі в родині робітника. Помер 25 червня 1988 р. там же. Закінчив Одеський технікум кінематографії (1927). Учасник Другої Світової війни. Працював асистентом режисера на Одеській кінофабриці, на «Київнаукфільмі», режисером Одеської кіностудії.
Створив науково-популярні стрічки: «Соняшник» (1951), «Трахома» (1953), «Радіотехнічні засоби судноводіння» (1957), «Ґрунто-захисна агротехніка» (1975), «Майстри високих врожаїв» (1962), «Фермове садівництво» (1967) та ін.
Багато працював у галузі дубляжу. Нагороджений Грамотою Президії Верховної Ради України.
Був членом Спілки кінематографістів України.